# آرثر إيفانز (مجدف)
آرثر إيفانز (بالإنجليزية: Arthur Evans)‏ هو مجدف أمريكي، ولد في 22 أغسطس 1947 في توسان في الولايات المتحدة.

## وصلات خارجية
- آرثر إيفانز على موقع أوليمبيديا (الإنجليزية)